# Санфорд, Дональд
Дональд Юджин Блэр-Санфорд (англ. Donald Eugene Blair-Sanford; род. 5 февраля 1987, Инглвуд, Калифорния) — израильский и американский легкоатлет, специалист по бегу на короткие дистанции. Выступал на профессиональном уровне в 2005—2019 годах, бронзовый призёр чемпионата Европы, победитель ряда крупных международных стартов, многократный чемпион Израиля, действующий рекордсмен страны в беге на 400 метров в помещении и на открытом стадионе, участник двух летних Олимпийских игр.

## Биография
Дональд Санфорд родился 5 февраля 1987 года в Инглвуде, штат Калифорния, США. Занимался лёгкой атлетикой во время учёбы в местной старшей школе, затем представлял Университет Моргана, Колледж Центральной Аризоны, Университет штата Аризона — в составе университетских легкоатлетических команд успешно выступал на различных студенческих соревнованиях в США, в частности становился призёром чемпионата Национальной ассоциации студенческого спорта (NCAA) в беге на 400 метров. Будучи студентом, женился на израильской баскетболистке Даниэль Декел и принял гражданство Израиля.
В 2010 году выиграл чемпионат Израиля в Тель-Авиве и начиная с этого времени регулярно стартовал в составе израильской сборной и на международных соревнованиях. Состоял в клубе «Маккаби» (Тель-Авив), проходил подготовку под руководством тренера Ллойда Коуэна.
В 2012 году в 400-метровой дисциплине стал четвёртым на чемпионате Европы в Хельсинки. Выполнив олимпийский квалификационный норматив (45,90), удостоился права защищать честь страны на летних Олимпийских играх в Лондоне — на предварительном квалификационном этапе 400 метров установил рекорд Израиля 45,71, но этого оказалось недостаточно для выхода в следующую стадию соревнований.
В 2013 году бежал 400 метров на чемпионате Европы в помещении в Гётеборге, тогда как на прошедшей позднее Маккабиаде обновил национальный рекорд до 45,65.
В 2014 году завоевал бронзовую награду на чемпионате Европы в Цюрихе, улучшив рекорд страны до 45,27. На Континентальном кубке IAAF в Марракеше в составе европейской команды стал вторым в эстафете 4×400 метров.
В 2015 году дошёл до полуфинала на чемпионате Европы в помещении в Праге, стал бронзовым призёром в командном зачёте на Европейских играх в Баку, с ныне действующим рекордом Израиля 45,04 одержал победу на Мемориале братьев Знаменских в Жуковском. Был заявлен на чемпионат мира в Пекине, но в итоге на старт здесь не вышел.
В 2016 году остановился в полуфинале на чемпионате Европы в Амстердаме. Принимал участие в Олимпийских играх в Рио-де-Жанейро — здесь в программе 400 метров вновь не сумел преодолеть предварительный квалификационный этап.
В 2018 году бежал 400 метров на чемпионате Европы в Берлине, дошёл до полуфинала.
Завершил спортивную карьеру по окончании сезона 2019 года.